# Nicholas Hough
Nicholas Hough (né le 20 octobre 1993 à Bella Vista, Sydney) est un athlète australien, spécialiste du 110 m haies.

## Biographie
Après avoir remporté la médaille d'or lors des Jeux olympiques de la jeunesse de 2010 à Singapour, il devient vice-champion du monde junior 2012 à Barcelone derrière le Cubain Yordan L. O'Farrill, en battant le record d'Océanie junior.
Le 29 mars 2015, il bat son record personnel sur 110 m haies en 13 s 42 (+ 1,5 m/s) à Brisbane (QSAC).
Le 10 avril 2018, il porte ce record à 13 s 38 à Gold Coast pour remporter la médaille de bronze lors des Jeux du Commonwealth.
Le 7 avril 2019, il remporte le titre lors des championnats australiens à Sydney en 13 s 55 (+0.2).

## Palmarès
| Date | Compétition                    | Lieu       | Résultat | Temps   |
| ---- | ------------------------------ | ---------- | -------- | ------- |
| 2010 | Jeux olympiques de la jeunesse | Singapour  | 1er      | 13 s 37 |
| 2012 | Championnats du monde juniors  | Barcelone  | 2e       | 13 s 27 |
| 2018 | Jeux du Commonwealth           | Gold Coast | 3e       | 13 s 38 |
| 2019 | Championnats d'Océanie         | Townsville | 1er      | 13 s 77 |